# Schwellbrunn
Schwellbrunn (schweizertyska: Schwöllbronn) är en ort och kommun i kantonen Appenzell Ausserrhoden i Schweiz. Kommunen har 1 557 invånare (2023).